# Сто лет тому вперёд
«Сто лет тому́ вперёд» — фантастическая повесть Кира Булычёва из цикла об Алисе Селезнёвой для детей среднего школьного возраста, выпущенная в 1978 году. Повесть была весьма популярна, однако особенно известной она стала после выхода на телеэкраны в 1985 году её экранизации — пятисерийного телефильма «Гостья из будущего».  В самых первых изданиях повести псевдоним её автора Игоря Можейко был написан как «Кирилл Булычёв», а не «Кир Булычёв». Оригинальным иллюстратором книги стал известный советский художник-иллюстратор Евгений Мигунов.
Сама повесть неоднократно переиздавалась.

## Сюжет
Повесть состоит из двух частей — «Гость из прошлого» и «Три К.»

### «Гость из прошлого»
В одно из апрельских воскресений 1976 года ученик 6 «Б» класса 26-й московской школы Коля Наумов остаётся дома один и видит, как в больницу увозят с сердечным приступом его соседа по лестничной клетке Николая Николаевича. Тот отдаёт Коле ключ от квартиры с просьбой передать ключ своему другу из Мурманска. Коля заходит в квартиру соседа, чтобы снять мерку со старинной модели фрегата для своего друга Фимы Королёва. При посещении он обращает внимание на дверь в заднюю комнату, которая во все предыдущие визиты Коли была закрыта, но на этот раз в замке торчит ключ, и потому Коля не может удержаться от соблазна. Коля находит в комнате странную стеклянную кабину, похожую на телефонную будку. Коля заходит туда и нажимает кнопки «Пуск» и «Промежуточная Станция». В кабине раздаётся оглушительное жужжание, а на экране пульта появляется надпись, предписывающая Коле взяться за специальный поручень и закрыть глаза. Коля проделывает всё это, после чего перестаёт ощущать что-либо, кроме прохлады металла поручня, за который держится. Вскоре всё прекращается. Коля открывает глаза и видит на экране пульта надпись — «Переброска завершена. Промежуточная станция».
Он выходит из кабины и обнаруживает, что находится совсем в другом помещении и явно в другом здании, что комнаты забиты различным и совершенно непонятным для него оборудованием. Думая, что кабина была новым видом быстроходного двигателя, Коля выбирается из здания наружу, видит на нём вывеску «Институт Времени», а рядом календарь с надписью: «11 апреля 2082 года. Воскресенье», — и понимает, что кабина была на самом деле машиной времени, и что он, по своей легкомысленности, попал в будущее. Коля не паникует и, вместо того, чтобы попробовать возвратиться назад в своё время, решает прогуляться по будущему. Первый, с кем сталкивается Коля — это старик Павел, едущий на одноколёсном велосипеде, который по ходу обсуждения ими Колиной одежды говорит Коле, что ему уже вот-вот исполнится 117 лет. Все Колины оговорки он считает шутками и, сам того не ведая, даёт мальчику идею для маскировки — в Москве в это время как раз готовится большой исторический маскарад, и Коля маскируется под его участника, а чтобы оправдать своё незнание Москвы будущего, выдаёт себя за приезжего из Конотопа. При своём дальнейшем путешествии Коля обнаруживает такие чудеса техники будущего, как флипы (нечто вроде самостоятельного летающего такси), столбики с мороженым и автобусы с портальным экраном (пассажиры заходят в автобус в одном месте Москвы, а выходят из него уже совершенно в другом). Затем он встречает космического археолога Рррр и капитана космолёта Полоскова. Последний дарит ему в знак знакомства нарукавную звёздочку, обозначающую число космических экспедиций.
Наконец Коля попадает на Космодром. Вначале он хочет в качестве пассажира слетать на Луну или на Уран, но на Луну рейсов нет, а для путешествия на Уран Коля должен был сказать кассовому автомату причину своей поездки. Поэтому Коля проходит ко взлётному полю и решает тайком пробраться на какой-нибудь космический корабль. Попав на один из кораблей, он замечает, как из большой вазы, стоящей на корабле в качестве груза, выбрались два странных существа — как потом выяснилось, это были космические пираты Крысс и Весельчак У. Роботы замечают перевес и вытаскивают пиратов; те объясняют дежурному, что хотели слетать на Плутон. У Коли пропадает желание отправляться в космос, и он продолжает гулять по Москве, пока наконец не попадает в космический зоопарк КосмоЗо́. Там он опять видит очередные чудеса будущего — искусственно выращенные бублики, живого бронтозавра и многое другое. Коля решает оставить в будущем память о себе и вырезает ножиком на скамейке надпись «Коля, 6-й класс „Б“, 26-я школа»).
Затем Коля видит Алису Селезнёву, отец которой — профессор Селезнёв, — как раз отдаёт ей для её исследовательской работы ценный прибор — миелофон, читающий мысли человека или животного на расстоянии. Вдруг Коля видит здесь и космических пиратов, замеченных им ещё на корабле. Те, пользуясь невнимательностью Алисы, крадут у неё миелофон и спешат с ним к выходу из КосмоЗо. Коля успевает перехватить у них миелофон, однако пираты тут же бросаются за ним в погоню, и поэтому вернуть прибор Алисе у Коли не получается. Спасаясь от пиратов, он бежит обратно на Сивцев Вражек в Институт Времени. Он добирается до машины времени и поворачивает переключатель на «Начальная станция».

### «Три К.»
В районной больнице в одной палате лежат две девочки — Юля Грибкова, перенёсшая операцию по удалению аппендикса, и Алиса Селезнёва, которая несколько дней назад была сбита троллейбусом и потеряла память, так что найти её родственников не представляется возможным, поскольку заявлений в милицию о пропаже девочек с подобными приметами пока не поступало. Алиса, по мнению Юли, ведёт себя странно: пытается сбежать из больницы, а в разговорах упоминает странные вещи (брамбулеты, космобиологию, словарь дельфинов и многое другое). Юле кажется, что Алиса что-то скрывает и что у неё нет никакой амнезии. Узнав, что Юля учится в 6-м «Б» классе 26-й школы, Алиса заявляет, что ей нужно непременно встретиться с мальчиком по имени Коля из этого класса. Юля отвечает, что в их классе учатся три Коли — Наумов, Садовский и Сулима. Через некоторое время Юля становится свидетелем странной сцены: поздно вечером в больницу неожиданно заявляется врач Алик Борисович (который в это время должен быть на киносеансе с коллегой — медсестрой Шурочкой) и сообщает, что наконец объявился отец Алисы. Когда приходит «отец», Юля замечает напряжённую реакцию Алисы на «отца», а затем с удивлением видит, что у Алика Борисовича на ногах надеты два левых ботинка, после чего левый ботинок на правой ноге вдруг превращается в правый. Чувствуя, что «отец» представляет угрозу для Алисы, Юля поднимает шум, и «доктору» с «отцом» (а на самом деле — замаскированным космическим пиратам) приходится бежать.
Алиса раскрывается Юле, рассказывая ей, кто она и откуда, а также о Коле с миелофоном. Её рассказ проясняет ряд пробелов в сюжете первой части. После того как Коля и пираты убегают из КосмоЗо, Алиса следует за ними, но вскоре теряет их след. Расспросив прохожих, она узнаёт, что сумка с миелофоном теперь у мальчика и что сам мальчик был одет по-старинному — как житель XX века. Вернувшись в КосмоЗо, Алиса замечает на одной из скамеек надпись, оставленную Колей, и окончательно убеждается, что этот мальчик был пришельцем из прошлого (в 2082 году, по её словам, никто не вырезает свои имена на скамейках). Алиса едет в Институт времени и застаёт машину в тот самый момент, когда та перебрасывает Колю в 1976 год (она входит в комнату, когда Коля решает, какую кнопку ему нажать, и думает, что вошли пираты). Алиса перемещается во времени вслед за Колей, а за ней, как она теперь понимает, перенеслись и пираты, которые потеряли Колин след в здании института. Алиса, выйдя из квартиры и не зная, что Коля живёт по соседству, выбегает на улицу, перебегает улицу в неположенном месте и ударяется лбом о троллейбус. Амнезии у неё действительно нет, но Алиса понимает, что врачи ей не поверят.
Положение Алисы осложняется тем, что Юля не может ей с уверенностью сказать, какой из трёх Коль её класса был в будущем. На следующий день Юлю выписывают из больницы и она оставляет Алисе свой адрес, но позже, в тот же день, Алиса, прямо в больничной пижаме, сама вынуждена бежать из больницы, потому что пираты вновь наносят ей визит. По пути до Юлиного дома она привлекает своей пижамой внимание прохожих, и ей удаётся добраться до дома Юли благодаря помощи двух мальчиков — Фимы Королёва и Коли Сулимы, которые, как позже выясняется, являются одноклассниками Юли. У Юли дома Юлина мама Наташа договаривается с директором школы, чтобы Алиса была зачислена в класс, где обучается её дочь, и теперь Алиса — новая ученица 6-го «Б». Но на уроках она не сдерживается и иногда демонстрирует в полной мере, насколько сильно физически и умственно отличаются дети XXI века от своих сверстников в XX веке: без акцента говорит на английском языке; играя в волейбол, прыгает на два метра в высоту; показывает глубокие познания в высшей математике; обыгрывает гроссмейстера в сеансе одновременной игры в шахматы; на уроке географии случайно проговаривается о наличии в Индии города Гандибада, названного в честь Индиры Ганди. Выдающимися способностями Алисы начинают интересоваться учитель физкультуры Эдуард Петрович и тренер районной спортивной школы Марта Эрастовна Скрыль. Параллельно Алиса и Юля пытаются определить, какой Коля из их класса на днях побывал в будущем, ненавязчиво беседуя по очереди с каждым из них, но эти беседы пока мало о чём говорят девочкам — «нужный» им Коля хорошо маскируется, не раскрывая себя.
Коля идёт по бульвару с Фимой Королёвым и чуть не сталкивается с Весельчаком У. Коля отводит Фиму домой и рассказывает ему о своих приключениях в будущем и об Алисе. Фиму не убеждают камень, звёздочка и прочие предметы, привезённые из будущего, и Коля демонстрирует ему миелофон. Коля совершенно уверен, что Алиса специально появилась в их классе, чтобы его найти. Фима «подливает масла в огонь», уверяя Колю, что тот — опасный преступник, нарушивший своим путешествием во времени законы причинно-следственной связи, а потому Алиса несомненно является агентом из будущего, посланным наказать Колю за это. Он предлагает Коле ни в чём не сознаваться и дождаться возвращения соседа (выясняется, что Николай Николаевич, очевидно, вспомнил, что оставил ключ в двери комнаты с машиной времени, и позвонил Колиной маме с просьбой не отдавать никому ключ от его квартиры, кроме его друга), потом напроситься к тому в гости и тайком оставить там сумку с прибором. Пираты продолжают поиски Алисы, Коли и миелофона, попутно устраиваются на работу на киностудию, а Крысс, кроме всего прочего, ещё и собирает антиквариат. На киностудии Крысс добивается даже некоторого уважения, многие называют его почтительно по имени-отчеству: Крысс Крокрысович. Своё временное пристанище пираты оборудуют в одном старом заколоченном доме. Продукты себе они добывают чаще всего путём банального воровства, а одежду — загипнотизировав кассиршу в универмаге. Однажды вечером Крысс в образе маленькой девочки пытается проникнуть в квартиру к Грибковым, но мама Юли его не впускает. В один из этих дней Коля Сулима неожиданно подходит к Алисе и Юле на улице и пытается им что-то сказать, но не успевает, поскольку объявляются пираты, и девочки вынуждены срочно бежать.
Утром на третий день Алисы в школе пираты всё-таки проникают в школу, и именно их визит раскрывает, что Колей, побывавшим в будущем, является Коля Наумов. Ему удаётся сбежать из школы, и пираты бросаются за ним в погоню, а за пиратами, в свою очередь, выпрыгнув в окно, бросается Алиса. Юля вынуждена раскрыть одноклассникам тайну Алисы. К сожалению, Алиса налетает на Марту Скрыль, горящую желанием сделать из Алисы великую спортсменку, и теряет след пиратов и Коли. Всё, что она успевает заметить, — это как Коля и пираты забегают в подъезд, но он оказывается проходным. Во дворе этого дома Алиса замечает молодого повара по имени Пётр Ишутин, но тот отвечает, что никто мимо него не пробегал (хотя на самом деле он отлично видел, как Весельчак У нёс под мышкой бесчувственного мальчика, но сразу после этого был запуган Крыссом в облике Наполеона). После рассказа Юли ученики 6-го «Б» бросаются на выручку Алисе и Коле и встречают Марту Скрыль, которая указывает им, в каком доме от неё скрылась Алиса.
Встретив Алису, ребята сообща устраивают «военный совет». В это время Юля неожиданно находит в своём школьном портфеле миелофон (оказывается, Коля Наумов успел до начала сорванного пиратами урока подложить миелофон в Юлин портфель вместе с запиской). Алиса, Фима Королёв, Коля Сулима и одноклассница Катя Михайлова отправляются прослушать с помощью миелофона все квартиры подъезда, в котором предположительно скрылись космические пираты, но это не приносит никакого результата. Алиса начинает подозревать, что Ишутин ей соврал. Случайно поймав его на улице, она и Коля Садовский устраивают Ишутину «допрос» и с помощью миелофона узнают, что пираты отнесли Колю в заколоченный дом поблизости. В это время Крысc в образе старушки вылезает из дома, чтобы ликвидировать Ишутина, но замечает Алису с миелофоном. Алисе и Коле Садовскому удаётся убежать от Крысса и направить его по ложному следу. Ребята устраивают «психическую атаку» на скрывающегося в доме Весельчака У, который от страха выскакивает из окна и, ударившись, теряет сознание. В подвале дома ребята находят бесчувственного Колю. В это время неожиданно появляется Крысc с усыпляющим пистолетом. Ребята наваливаются на Крысса, Алисе удаётся выхватить у него пистолет. Пират принимает облик скользкого шарообразного существа и пытается ускользнуть, но Алиса направляет на него пистолет. В этот момент появляется Николай Николаевич и спасает ситуацию.
Ребята собираются в комнате Коли Наумова. Николай Николаевич рассказывает им, как людям из будущего удалось их найти, и берёт с них слово никому ничего не рассказывать. Алиса (с её слов, якобы в шутку) рассказывает ребятам, кто из них кем станет в будущем, после чего прощается с учениками 6-го «Б» навсегда. В эпилоге автор сообщает, что даже самые болтливые ученики 6-го «Б» класса никогда никому не рассказывали об этом приключении.

## Экранизации и адаптации
В 1982 году студия «Диафильм» выпустила одноимённый диафильм — «100 лет тому вперёд. Коля в будущем», где описываются события книги только до момента прибытия Коли на космодром. Содержание диафильма практически идентично повести (в отличие от последующей киноэкранизации), за исключением лишь даты: в диафильме Коля попадает не в 11 апреля, а 11 августа 2082 года.
В 1984 году по мотивам повести режиссёром Павлом Арсеновым был снят 5-серийный телефильм «Гостья из будущего», роль Алисы в котором сыграла 12-летняя московская школьница Наташа Гусева. Между фильмом и повестью имеются различия: совершенно другие вступление и концовка, отсутствие/присутствие некоторых персонажей, разные даты XX и XXI веков и, как следствие, различные интервалы перемещения во времени. 
В 2022 году завершились съёмки фильма режиссёра Александра Андрющенко «Сто лет тому вперёд», премьера кинокартины состоялась 18 апреля 2024 года. Фильм имеет совсем мало общего с книгой — фактически, совпадают только основные персонажи и отдельные элементы сюжета и вселенной. При этом он заимствует некоторые элементы из «Гостьи из будущего»: в частности, робот Вертер, которого нет в книге, и изменение фамилии Коли Наумова на Герасимова. Кроме того, персонаж Крыс заменён другим антагонистом — Глотом, имя которого взято из мультфильма «Тайна третьей планеты».